# Benín en los Juegos Olímpicos de Tokio 2020
Benín estuvo representado en los Juegos Olímpicos de Tokio 2020 por un total de siete deportistas, cuatro hombres y tres mujeres, que compitieron en cuatro deportes.
Los portadores de la bandera en la ceremonia de apertura fueron el remero Privel Hinkati y la atleta Odile Ahouanwanou. El equipo olímpico beninés no obtuvo ninguna medalla en estos Juegos.